# روبرت خواكيم
روبرت خواكيم (بالألمانية: Robert Joachim)‏ هو رباع ألماني، ولد في 13 يناير 1987.

## وصلات خارجية
- روبرت خواكيم على موقع الاتحاد الدولي (الإنجليزية)
- روبرت خواكيم على موقع مشروع نتائج رفع الأثقال الدولية (الإنجليزية)
- روبرت خواكيم على موقع IAT Database Weightlifting (الألمانية)
- روبرت خواكيم على موقع IAT Database Weightlifting (الألمانية)
- روبرت خواكيم على موقع IAT Database Weightlifting (الألمانية)